# Paredones, Veracruz
Paredones är en ort i Mexiko.   Den ligger i kommunen Córdoba och delstaten Veracruz, i den sydöstra delen av landet, 240 km öster om huvudstaden Mexico City. Paredones ligger 1 335 meter över havet och antalet invånare är 390.
Terrängen runt Paredones är kuperad åt nordväst, men åt sydost är den bergig. Terrängen runt Paredones sluttar söderut. Runt Paredones är det mycket tätbefolkat, med 2 345 invånare per kvadratkilometer. Närmaste större samhälle är Córdoba, 10,7 km söder om Paredones. I omgivningarna runt Paredones växer i huvudsak städsegrön lövskog.